# Robert Wiene
Robert Wiene (24 d'abril de 1873 a Breslau, Silèsia, Alemanya (avui territori polonès) - 16 de juny de 1938 a París) va ser un director alemany de cinema mut. d'origen jueu.
Va iniciar la seva carrera en el món del teatre per a després vincular-se al cinema. El 1919 va rodar el clàssic de terror El gabinet del Doctor Caligari (1919), que és considerada com la primera pel·lícula del cinema expressionista alemany.Posteriorment va dirigir altres pel·lícules imbuïdes de la mateixa estranyesa, com Raskolnikow (1923) o Orlacs Hände (1924).
Amb l'adveniment del Tercer Reich, Wiene va emigrar a Hongria, per anar després a la Gran Bretanya i finalment a França. Va morir a París de càncer, pocs dies després de finalitzar el llargmetratge Ultimatum.
El seu germà Conrad Wiene també va treballar en el món del cinema com a director, guionista i actor.

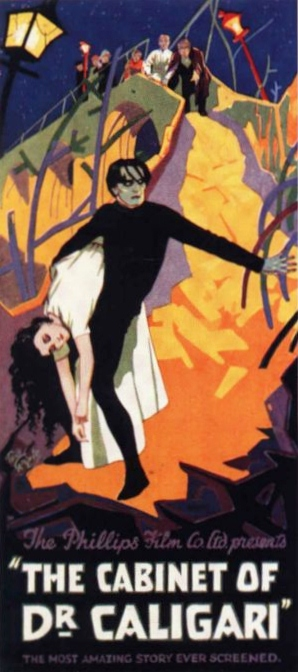
Un cartell de El gabinet del Doctor Caligari, l'obra que inaugurà el cinema expressionista alemany

## Filmografia selectiva
- 1919 El gabinet del Doctor Caligari (Das Cabinet des Dr. Caligari)
- 1920 Genuine
- 1923 Raskolnikow
- 1923 I.N.R.I.
- 1924 Orlacs Hände
- 1926 Der Rosenkavalier
- 1927 Die Geliebte
- 1928 Unfug der Liebe
- 1930 Der Andere
- 1931 Der Liebesexpress
- 1934 One Night in Venice
- 1938 Ultimatum